# Nathan Zézé
Nathan Zézé (* 18. Juni 2005 in Nantes) ist ein französisch-ivorischer Fußballspieler, der aktuell beim Neom SC in der Saudi Professional League spielt.

## Karriere

### Verein
Zézé begann seine fußballerische Ausbildung bei der US Loire et Divatte im Jahr 2011. Zwei Jahre später wechselte er zum FC Nantes in die Jugendakademie. Im Frühjahr 2022 spielte er für die U19-Mannschaft zweimal in der Coupe Gambardella und konnte zudem mit dem Team U19-Meister werden. Nachdem er mit der Mannschaft in der UEFA Youth League gescheitert war, wurde er im Januar 2023 das erste Mal ins Profiteam berufen. Bei einem 3:0-Auswärtssieg gegen den HSC Montpellier stand er in der Startelf und debütierte somit in der Ligue 1 für die Kanarienvögel.
Im Juli 2025 wechselte er nach Saudi-Arabien zum Neom SC.

### Nationalmannschaft
Zézé spielte bislang für verschiedene Juniorennationalmannschaften Frankreichs ab der U17-Mannschaft.